# Kap-Milchstern
Der Kap-Milchstern (Ornithogalum thyrsoides) ist eine Pflanzenart aus der Familie der Spargelgewächse (Asparagaceae).

## Beschreibung
Der Kap-Milchstern ist eine ausdauernde, krautige Zwiebelpflanze, die Wuchshöhen von meist 20 bis 50 Zentimeter erreicht. Die 6 bis 12 Blätter sind am Rand bewimpert und bis 4 (selten bis 5) Zentimeter breit. Der Blütenstand ist kegelig-rundlich und 12- bis 40-blütig. Die Blüten haben einen Durchmesser von 3 bis 4 Zentimeter. Die Perigonblätter sind 10 bis 20 Millimeter lang, durchscheinend weißlich und haben auf der Unterseite keinen grünen Streifen. Am Grund haben sie einen dunkelgrünen, gelb umrandeten Fleck. Die Staubfäden der inneren Staubblätter verbreitern sich am Grund plötzlich und sind um den Fruchtknoten gekrümmt. Der Griffel ist so lang wie der Fruchtknoten.
Die Blütezeit reicht von Juni bis August.
Die Chromosomenzahl beträgt 2n = 12.

## Vorkommen
Der Kap-Milchstern kommt in Südafrika in der Kap-Provinz auf Sand vor.

## Nutzung
Der Kap-Milchstern wird selten als Zierpflanze für Sommerrabatten und als lange haltbare Schnittblume genutzt. Er ist seit spätestens 1605 in Kultur. Es gibt einige Sorten mit weißen, cremegelben, ockergelben, gelben und goldgelben Blüten.